# Golfo di Hauraki

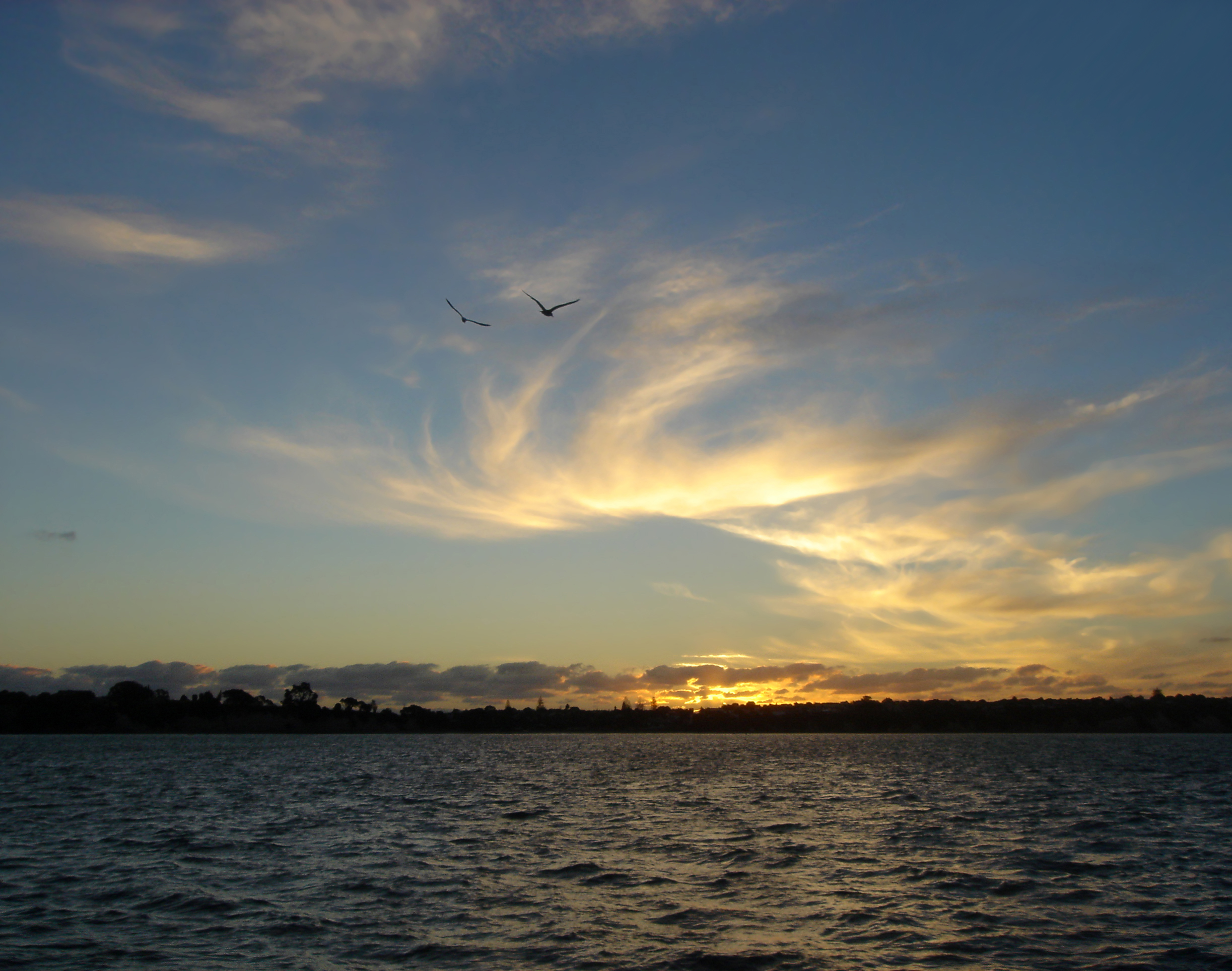
Tramonto sul golfo di Hauraki

Il golfo di Hauraki è un tratto costiero che si trova nell'Isola del Nord, in Nuova Zelanda, nell'Oceano Pacifico. Esso si estende su di una superficie di circa 4.000 chilometri quadrati ed è delimitato dalla regione di Auckland, dalla penisola di Coromandel e la pianura di Hauraki. In lingua māori il termine Hauraki significa Vento del nord.

## Geografia

### Il golfo
Le acque del golfo di Hauraki fanno parte dell'oceano Pacifico, cui si uniscono nella parte nord-orientale del golfo stesso. L'ingresso al golfo è protetto dall'Isola della Grande Barriera e dall'Isola della Piccola Barriera nella parte nord, mentre a est esso è chiuso dalla lunga penisola Coromandel. Di conseguenza i venti prevalenti che soffiano nel golfo provengono da nord.
Vista la posizione geografica delle due isole, il golfo di Auraki si apre sull'oceano tramite tre larghi canali:
- il canale Colville, il più orientale dei tre, che si trova fra la penisola Coromandel e l'Isola della Grande Barriera;
- il canale Craddock, che si trova fra le due isole;
- il canale Jellicoe, il più occidentale, che si trova fra l'Isola della Piccola Barriera e la penisola Northland.

A nord di Auckland si trovano numerose penisole più piccole che si prolungano all'interno del golfo, la più grande delle quali è la penisola di Whangaparaoa; al termine di questa penisola si trova l'isola Tiri Tiri Matangi. Più a nord il golfo è chiuso dalla penisola Tawharanui e dall'isola di Kawau.
Le coste del golfo di Hauraki sono punteggiate da numerosissime spiagge, frequentate dagli appassionati del surf. Durante l'ultima glaciazione il golfo era asciutto, dal momento che il livello del mare era di oltre 100 metri più basso di quanto non sia attualmente.

### Le isole
La parte occidentale del golfo è punteggiato da una serie di isole che chiudono l'ingresso del Waitemata Harbour, uno dei due porti della città di Auckland. Fra di esse le maggiori sono l'isola Ponui, Waiheke, Tiritiri Matangi e Rangitoto (un vulcano spento), connessa alla più antica isola di Motutapu da un istmo naturale. Queste isole sono separate dalla terraferma dallo stretto di Tamaki e dal canale Rangitoto.
Altre isole che si trovano all'interno del golfo di Hauraki sono:
- isola Browns, isola Motuihe, isola Pakihi, isola Pakatoa, isola Rakino e isola Rotoroa nella parte più interna del golfo, nei pressi di Waiheke e Rangitoto;
- le isole Motukawao e Whanganui nei pressi della penisola Coromandel;
- isola Channel nella parte più esterna del golfo.

### Il Firth of Thames
La parte più meridionale del golfo di Hauraki è caratterizzata da una grande baia, relativamente poco profonda, chiamata Firth of Thames (anche se non si tratta di un firth propriamente detto in quanto è molto più largo dei suoi corrispettivi scozzesi). A sud del Firth of Thames si trova la Pianura di Hauraki, in cui scorrono i due fiumi Waihou e Piako. Ai lati del Firth of Thames sorgono la Penisola Coromandel e le colline Hunua.